# 叉尾鈎齒脂鯉
叉尾鈎齒脂鯉，為輻鰭魚綱脂鯉目脂鯉亞目脂鯉科的其中一個種，分布於南美洲厄瓜多及哥倫比亞東南部安地斯山脈的淡水流域，體長可達9.1公分，棲息在底中層水域，生活習性不明。

## 扩展阅读
維基物種上的相關：叉尾鈎齒脂鯉